# Малая Юронга
Малая Юронга — деревня в составе Воздвиженского сельсовета в Воскресенском районе Нижегородской области. Находится между реками Курга и Малая Юронга, немного ниже по течению реки Юронга.
По данным на 1999 год, численность населения составляла 29 чел.